# Vissarion
Serghei Anatolievici Torop (rusă Сергей Анатольевич Тороп, n. 14 ianuarie 1961, Krasnodar, Rusia Sovietică), numit de către adepți Vissarion (Виссарион), este un mistic rus.
Acesta a înființat mișcarea religioasă numită Biserica Ultimului Testament, având sediul central în Taigaua siberiană, la est de orașul Abakan.
Vissarion a reușit să convingă câteva mii de persoane, printre care și numeroși intelectuali și oameni de afaceri din Occident, să renunțe la viața lor și să-l urmeze în Siberia.
De-a lungul anilor, secta sa, Biserica Ultimului Testament, a luat amploare, iar discipolii noului Mesia sunt obligati să ducă o viață spartană.

## Vezi și
- Complexul Mesia